# 赤江瀑
赤江 瀑（あかえ ばく、本名：長谷川 敬（はせがわ たかし）、1933年4月22日 - 2012年6月8日）は、日本の小説家。歌舞伎や能などの伝統芸能を題材にした小説や、京都を舞台にした作品を数多く発表。耽美的、伝奇的な作風で、熱烈な支持者を持つ。
2度候補となった直木賞受賞はならなかったものの、『オイディプスの刃』で第1回角川小説賞、『海峡』『八雲が殺した』で第12回泉鏡花文学賞を受賞している。

## 経歴
1933年、山口県下関市で教員の両親の間に6人兄弟の次男として生まれる。本名：長谷川敬。戦争中は豊浦郡豊東村（現・下関市菊川町）に疎開した。
1946年、山口県立豊浦中学校（現・山口県立豊浦高等学校）に入学。1949年、山口県立豊浦東高等学校（現・山口県立田部高等学校）に転校。生徒会長を務める一方、演劇部や文芸部に所属し、演出や詩作に熱中した。
1952年、山口県立豊浦東高等学校を卒業。溝口健二に憧れ映画監督を志し、日本大学藝術学部演劇科に入学。在学中は詩の同人誌「詩世紀」に参加。その後「個人的な芸術作業」への関心が深まって、映画への意欲が薄れ、1955年に中退する。
1958年、NHKのラジオドラマ脚本募集に「雨の女」が入賞したことをきっかけに放送作家の道へ進む。主にNHK中国管区のラジオ、TVドラマ、録音構成、ドキュメンタリー番組などを手掛ける。
1968年、「明治百年記念懸賞演劇脚本」（毎日新聞社主催、松竹後援）に応募した歌舞伎台本「大内殿闇路」（長谷川敬名義）が最終選考13編に残り「大劇場用演劇制作の力量を備えている」との選評で小説を書く決心をする。
1970年、「ニジンスキーの手」を『小説現代』に発表し、第15回小説現代新人賞を受賞。以後、中間小説誌などに次々と作品を発表。その総数は長編を含め250編以上に上る。
2012年6月8日、心不全のため山口県下関の自宅で死去。79歳没。

## 受賞歴
- 1970年 「ニジンスキーの手」で小説現代新人賞を受賞。
- 1972年 山口県芸術文化振興奨励賞を受賞[5]。
- 1973年 『罪喰い』で直木賞候補。
- 1974年 『オイディプスの刃』で角川小説賞を受賞。
- 1975年 『金環食の影飾り』で直木賞候補。
- 1983年 『海峡』『八雲が殺した』で泉鏡花文学賞を受賞。

## 作品と評価
デビュー作の『ニジンスキーの手』のバレエや、歌舞伎、能などの古典芸能、『オイディプスの刃』の刀剣や「雪花葬刺し」の刺青などの伝統工芸、さらには養蜂（「殺し蜜狂い蜜」）や捕鯨（「幻鯨」）など、芸道と生の間の葛藤や破滅を官能的な筆致で描くことが多い。新作歌舞伎「大内御所花闇菱五幕十二場」（『金環食の影飾り』）もある。磯田光一が『オイディプスの刃』について「この小説のオイディプス神話はひどく日本化されている」と評したように、日本的な情緒と死生観が感じられる作風となっている。
瀬戸内晴美は「泉鏡花、永井荷風、谷崎潤一郎、岡本かの子、三島由紀夫といった系列の文学の系譜のつづき」として「中井英夫についで、この系譜に書き込まれるのはまさしく赤江瀑であらねばならぬ」とした。
山尾悠子は赤江作品のベスト5として、1「花夜叉殺し」、2「花曝れ首」、3「禽獣の門」、4「夜の藤十郎」、5 「罪喰い」または「春葬祭」または「阿修羅花伝」を挙げている（昭和56年6月現在）。また小説現代新人賞の受賞の言葉で赤江が引用したジャン・コクトーの「一度阿片を喫んだ者は、また喫む筈だ。阿片は待つことを知っている」を、赤江の小説観をよく言い表した言葉としている。
ペンネームの「赤江は赤潮」「瀑はアラシ」で、「一種の危機感」「自分にない荒々しさ」を意図するという。

## 単行本
- 1971年 『獣林寺妖変』（講談社）のち文庫
- 1974年 『ニジンスキーの手』（角川文庫）のちハルキ文庫、『オイディプスの刃』（角川書店）のち文庫、ハルキ文庫『罪喰い』（講談社）のち文庫
- 1975年 『美神たちの黄泉』（角川書店）のち文庫、『ポセイドン変幻』（新潮社）のち集英社文庫、『金環食の影飾り』（角川書店）のち文庫
- 1976年 『鬼恋童』（講談社）のち文庫、『熱帯雨林の客』（講談社）、『正倉院の矢』（文藝春秋）のち文庫
- 1977年 『蝶の骨』（徳間書店）のち文庫、『青帝の鉾』（文藝春秋）のち文庫、『上空の城』（角川書店）のち文庫、『野ざらし百鬼行』（文藝春秋）のち文庫、『マルゴォの杯』（湯川書房）のち角川文庫
- 1978年 『春喪祭』（徳間書店）のち文庫、『アポロン達の午餐』（文藝春秋）、『殺し蜜狂い蜜』（未来工房）、『アニマルの謝肉祭』（主婦と生活社）のち文春文庫
- 1979年 『絃歌恐れ野』（文藝春秋）、『芙蓉の睡り』（湯川書房）、『禽獣の門』（未来工房）
- 1980年 『原生花の森の司』（文藝春秋）、『海贄考』（徳間書店）のち文庫、『アンダルシア幻花祭』（講談社）のち文庫
- 1981年 『妖精たちの回廊』（中央公論社）のち文庫、『舞え舞え断崖』（徳間書店）、『巨門星 天の部』（文藝春秋）のち文庫 花曝れ首 講談社文庫
- 1982年 『鬼会』（講談社）のち文庫、『風葬歌の調べ』（実業之日本社）のち角川文庫
- 1983年 『海峡 この水の無明の真秀ろば』（白水社）のち角川文庫、『春泥歌』（講談社）のち文庫
- 1984年 『八雲が殺した』（文藝春秋）のち文庫、『十二宮の夜』（講談社）
- 1986年 『遠臣たちの翼』（中央公論社）のち文庫、『花酔い』（角川文庫）
- 1987年 『荊冠の耀き』（徳間書店）のち文庫、『オルフェの水鏡 赤江瀑エッセイ鈔』（文藝春秋）
- 1989年 『舞え舞え断崖』（講談社文庫）、『ガラ』（白水社）
- 1990年 『アルマンの奴隷』（文藝春秋）、『香草の船』（中央公論社）
- 1991年 『光堂』（徳間書店）のち文庫
- 1992年 『京都小説集 其の壱 風幻』『京都小説集 其の弐 夢跡』（立風書房）
- 1993年 『月迷宮』（徳間書店）
- 1995年 『山陰山陽小説集 飛花』（立風書房）
- 1996年 『戯場国の森の眺め』（文藝春秋）夜叉の舌 角川ホラー文庫
- 1997年 『霧ホテル』（講談社）、『弄月記』（徳間書店）
- 2000年 『星踊る綺羅の鳴く川』（講談社）
- 2001年 『虚空のランチ』（講談社ノベルス）
- 2003年 『日ぐらし御霊門』（徳間書店）
- 2007年 『狐の剃刀』（徳間書店）赤江瀑の「平成」歌舞伎入門 学研新書

## 映画化作品
- 白い肌の狩人 蝶の骨（1978年、西村昭五郎監督、にっかつ）（原作『蝶の骨』）
- 雪華葬刺し（1982年、高林陽一監督、大映京都・松竹） （原作「青帝の鉾」所収）
- オイディプスの刃（1986年、成島東一郎監督、角川春樹事務所）
- くれないものがたり（1992年、池田敏春監督、パイオニアLDC） （原作『千夜恋草』「マルゴォの杯」所収）

## ドラマ化作品
- 水曜ドラマスペシャル 砂の眠り（1985年8月7日、TBS） （原作「春泥歌」所収）
- 京都サスペンス マルゴォの杯（1988年12月26日、関西テレビ）

## 漫画化作品
- のがみけい『阿修羅花伝』講談社 1978年 （原作「虚空のランチ」所収）
- 『Hiミステリー』1999年2月号 宙出版
  - 花村えい子『水鏡の宮』、橋本多佳子『黒馬の翼に乗りて』、つじいもとこ『燿い川』、篠崎佳久子『舞え舞え断崖』、井上洋子『悪戯みち』
  - 原作はすべて「舞え舞え断崖」から

## 文学碑
2022年6月11日、下関市阿弥陀寺町にある菩提寺に文学碑が建立され除幕式が行われた。